# Hippocrepis comosa
Hippocrepis comosa es un arbusto de la familia de las fabáceas. Es originaria de la región del Mediterráneo teniendo una distribución cosmopolita.

## Descripción
Es una pequeña mata cespitosa de tallos ascendentes. Las hojas son imparipinnadas, con 3-8 pares de folíolos obovados. Las inflorescencias son umbelas axilares de 2-12 flores, sobre un pedúnculo muy largo. El fruto es una legumbre ± papilosa, articulada y comprimida, con escotaduras en forma de herradura que corresponden a las semillas.

## Distribución y hábitat
Es una planta cosmopolita con amplia distribución que se encuentra en los pastos secos, lugares rocosos y matorrales sobre suelo calizo. Con formas vitales de caméfito e hemicriptófito.

## Citología
Números cromosomáticos de Hippocrepis comosa  (Fam. Leguminosae) y táxones infraespecificos: 2n=28.

## Sinonimia
- Hippocrepis alpestris Arv.-Touv., Essai Pl. Dauphiné 25 (1872)
- Hippocrepis burgalensis Sennen, Pl. Espagne 1929 n.º 6956 (1929), in sched.
- Hippocrepis helvetica G.Don in Loudon, Hort. Brit. 308 (1830)
- Hippocrepis heterocarpa Sennen in Bol. Soc. Ibér. Ci. Nat. 26: 116 (1928)
- Hippocrepis iberica Sennen , nom. nud.
- Hippocrepis montgronyana Sennen & Pau in Treb. Inst. Catalana Hist. Nat. 3: 108 (1917)
- Hippocrepis perennis Lam., Fl. Franç. 2: 657 (1779), nom. illeg.
- Hippocrepis rolandi var. macrocarpa Sennen, Pl. Espagne 1926 n.º 5709 (1926-27), in sched.
- Hippocrepis rolandi Sennen, Pl. Espagne 1926 n.º 5708 (1926-27), in sched.
- Hippocrepis prostrata auct.@@ , non Boiss.[3]
- Hippocrepis scabra var. atlantica (Ball) Maire
- Hippocrepis atlantica Ball (1873)[4]
- Hippocrepis scabra var. glauca Maire
- Hippocrepis scabra var. grandiflora Emb. & Maire

## Nombre común
- Castellano: herraduras, hierba de la herradura.[3]
- yerba del pico[5]

## Galería

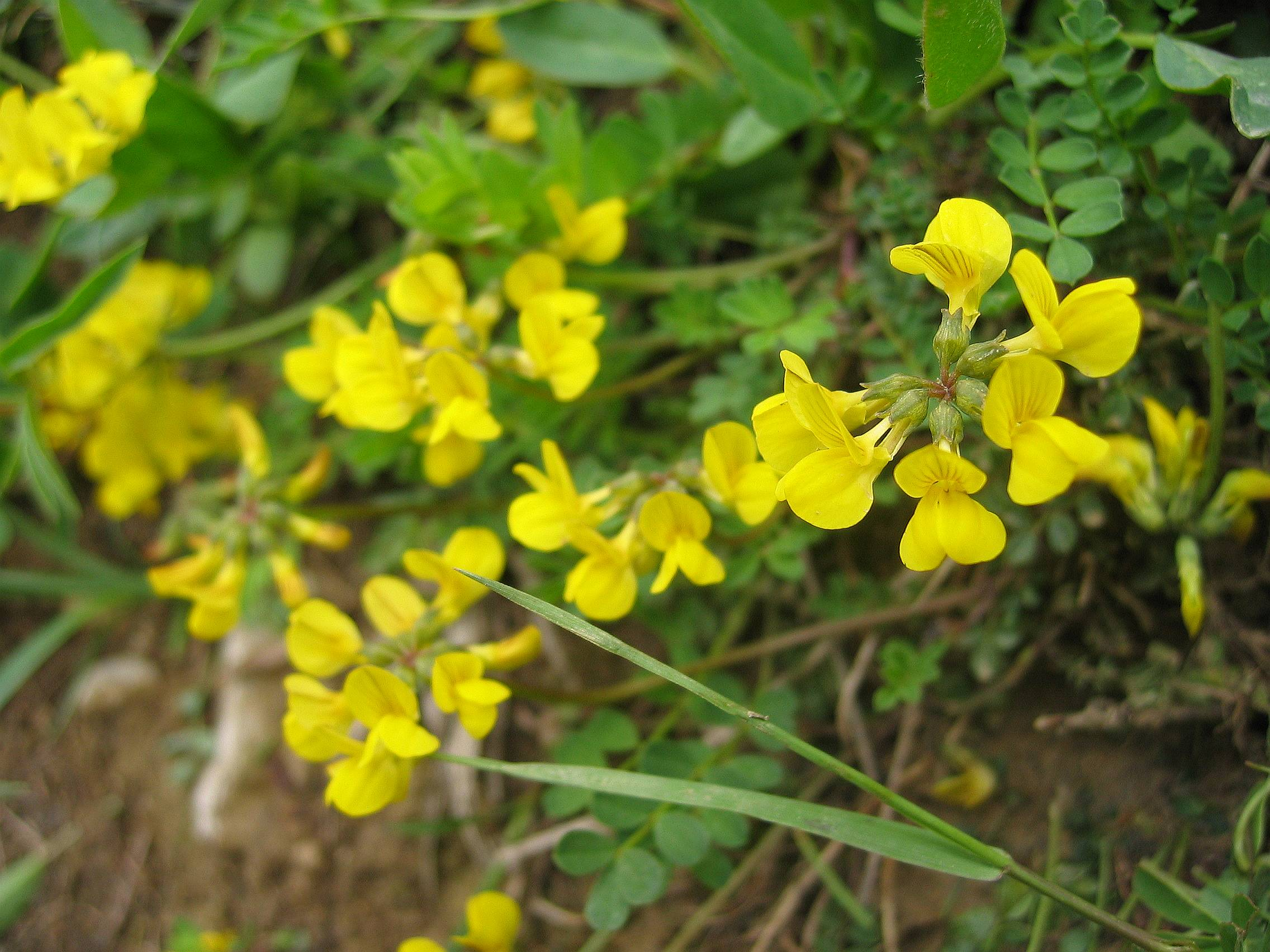
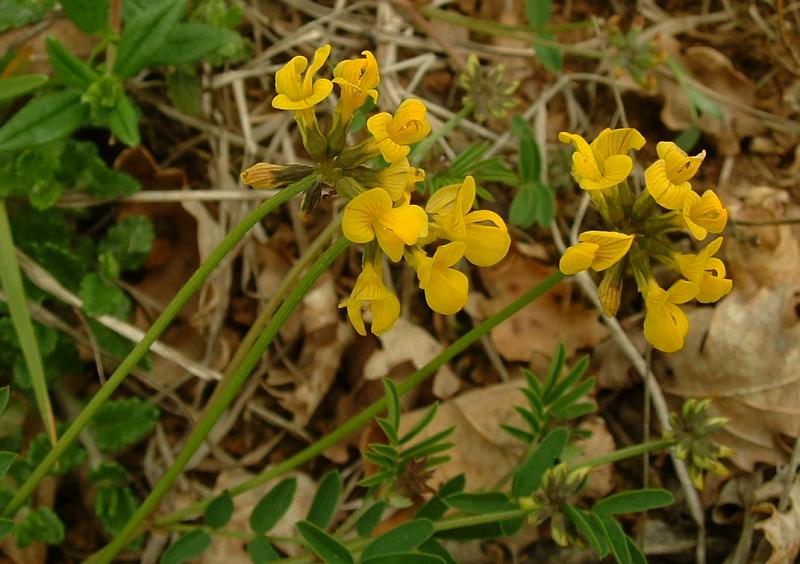
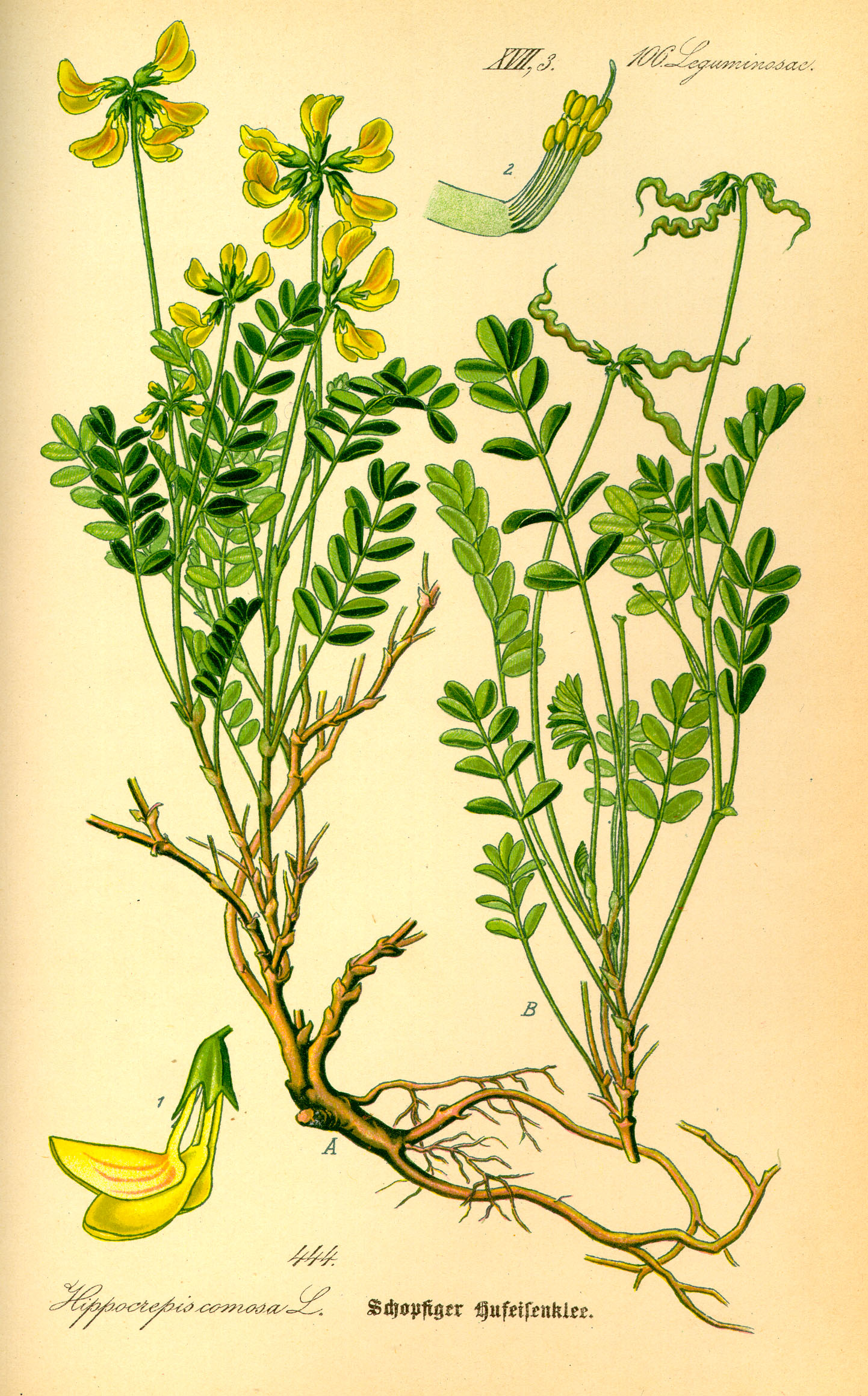
O. W. Thomé (1885)
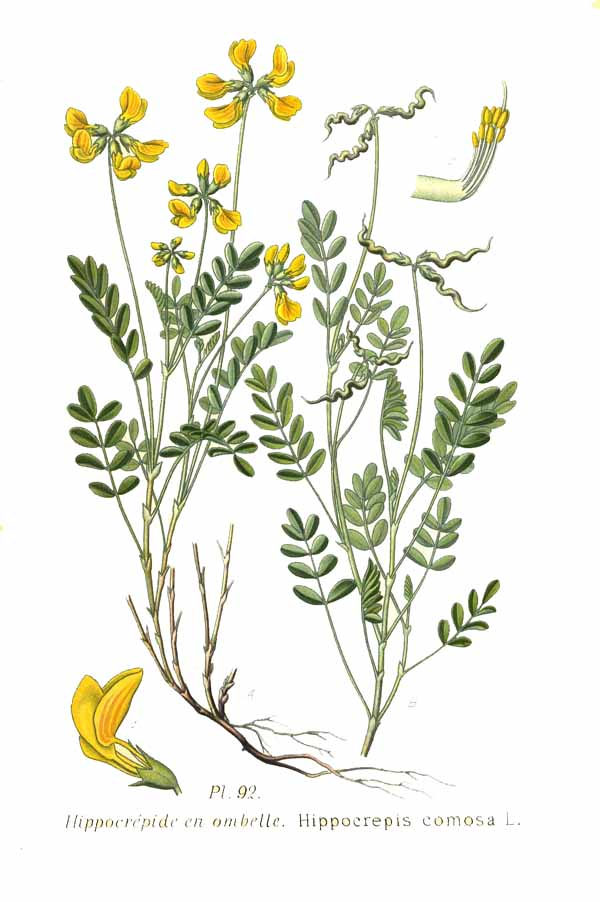
A. Masclef (1891)